# Batalha de Monterey
A chamada Batalha de Monterey, em Monterey, Califórnia, foi travada em 7 de julho de 1846, durante a Guerra Mexicano-Americana. Os Estados Unidos capturaram a cidade sem resistência.

## Antecedentes
Antes da Guerra Mexicano-Americana as forças Californio já havia levado o governador nomeado mexicano Manuel Micheltorena e a maioria de seus soldados de Alta Califórnia. O governador de Californio, Pío Pico, com cerca de 100 soldados mal armados e mal equipados, foi nominalmente responsável em Alta Califórnia e havia consolidado suas forças em Pueblo de Los Angeles, o maior da cidade, em seguida, na Califórnia, com cerca de 3.500 habitantes.
As principais forças disponíveis para os Estados Unidos, na Califórnia foram os marinheiros cerca de 400 - 500 e fuzileiros navais a bordo dos cinco navios da Esquadra do Pacífico. Especular que a guerra com o México sobre Texas etc. era muito possível, a Marinha dos Estados Unidos tinham enviado vários navios de guerra adicionais para o Pacífico em 1845 e 1846 para proteger os interesses americanos lá e evitar uma possível ação britânica. Demorou cerca de 200 dias, em média, para os navios de viajarem por 19.000 km da costa leste em torno do Cabo Horn para chegar à Califórnia. Mais navios atribuídos ao esquadrão do Pacífico que continuam a chegar em 1846 - 1847.
As hostilidades entre as forças americanas e mexicanas estavam em curso no Texas desde abril 1846, resultando em uma declaração formal de guerra em 13 de maio de 1846, pelo Congresso dos Estados Unidos. Em 17 de maio de 1846, chegou a palavra oficial da frota da Marinha dos Estados Unidos de quatro navios ancorados no porto de Mazatlán, no México, que tinha começado as hostilidades entre o México e os Estados Unidos. Comodoro (Contra-almirante) John D. Sloat, comandante do esquadra do Pacífico da Marinha dos Estados Unidos, enviou sua capitânia, a Fragata USS Savannah, e a Sloop USS Levant ao porto de Monterey onde chegaram em 2 de julho de 1846. Eles se juntaram a Sloop USS Cyane que já estava lá.:205 Havia temores americanos de que os britânicos poderiam tentar anexar a Califórnia para satisfazer os credores britânicos.:180 Navios da Estação Britânica do Pacífico ao largo da Califórnia eram mais fortes em navios, armas e homens.:199

## Batalha
Ouvir a palavra da Bandeira Revolta do urso em Sonoma, Califórnia e com a chegada do grande navio britânico de 2.600 toneladas, 600 homens, o homem-de-guerra do HMS Collingwood, carro-chefe em Sir George S. Seymour, fora da Baía de Monterey, Sloat foi finalmente agitou-se à ação. Em 7 de julho de 1846, sete semanas após a guerra tinha sido declarada, Sloat instruiu os comandantes dos navios da Esquadra do Pacífico da Baía de Monterey para ocupar Monterey com seus fuzileiros navais e marinheiros da Marinha. Os soldados Californio já haviam deixado as defesas da cidade e ido para Los Angeles. Eles não teriam pólvora para usar em seus poucos canhões, mesmo que alguns tinham ficado.:205 Cerca de cinquenta fuzileiros navais e cerca de 100 marinheiros da Marinha dos Estados Unidos desembarcaram sem oposição e Monterey foi capturada sem incidentes. Eles levantaram a bandeira dos Estados Unidos, sem disparar um tiro. Os únicos tiros disparados foram 21 canhões como saudação à nova bandeira Estados Unidos disparado por cada um dos navios da Marinha dos Estados Unidos no porto.:252 Os navios britânicos observavam, mas não tomaram nenhuma atitude.

## Conseqüência
Após a ocupação de Monterey o resto das pequenas cidades na Califórnia se renderam muito rapidamente sem que um tiro fosse disparado. Uma vez que ele foi visto que a Marinha os Estados Unidos estavam tomando medidas a bandeira Revolta do urso foi rapidamente convertida em uma anexação como a bandeira do urso da Califórnia foi trocada pela bandeira dos Estados Unidos. Os revolucionários da bandeira do urso logo foram combinados com John C. Frémont com 60 homens da força exploratória para formar os Estados Unidos patrocinado pelo Batalhão da Califórnia, sob o comando de Frémont. O Batalhão da Califórnia, que variou de 160 - 400 homens, pagava os salários do exército regular e foram usados para guarnecer e manter a ordem nas cidades que se tinham se rendido. Isso libertou o comodoro Robert F. Stockton, que havia assumido até 21 de Julho de 1846, fuzileiros navais e marinheiros do esquadrão do Pacífico para ir para fazer outras atividades.
A famosa declaração de Sloat, anexando Califórnia nos Estados Unidos, foi recebido com amargura e raiva por alguns Californios que tinham uma grande variedade de opiniões sobre o assunto.